# Jeon So-mi
Đây là một tên người Triều Tiên, họ là Jeon.
Ennik Somi Douma (sinh ngày 9 tháng 3 năm 2001), thường được biết đến với tên gọi Jeon Somi (tiếng Hàn: 전소미) hay nghệ danh Somi, là một nữ ca sĩ, nhạc sĩ kiêm vũ công người Hàn Quốc gốc Canada. Somi đã trở nên nổi tiếng với tư cách là người chiến thắng vị trí đầu tiên của cuộc thi Produce 101 và là thành viên của nhóm nhạc nữ dự án của chương trình, I.O.I.  Sau khi kết thúc các hoạt động với I.O.I, cô đã trở thành nghệ sĩ solo. Dưới sự quản lý của The Black Label, nữ idol đã ra mắt với tư cách nghệ sĩ solo vào ngày 13 tháng 6 năm 2019 với đĩa đơn "Birthday".

## Tiểu sử
Ennik Somi Douma (tiếng Hàn: 전소미; Jeon So-mi) sinh ngày 9 tháng 3 năm 2001, ở Windsor, Ontario, Canada, có mẹ là người Hàn Quốc, Jeon Sun-hee, bố là người Canada gốc Âu, Matthew Douma và một em gái, Evelyn Maverick Douma (sinh tháng 10 năm 2009). Vào tháng 9 năm 2001, khi mới 6 tháng tuổi, bố mẹ cô đã chuyển đến Yeonhui-dong, Seoul, Hàn Quốc sau khi mẹ cô đối mặt với nỗi nhớ quê nhà. Khu vực này cũng là nơi bố cô từng cư trú trước đây để theo học Taekwondo trước khi ông chuyển về Canada. Khi 4 tuổi, cô lần đầu tiên xuất hiện trên truyền hình cho KBS News trong một buổi phỏng vấn với bố khi dọn tuyết trong khu phố của họ. Trong thời thơ ấu của mình, mối quan tâm của Somi đối với sự nghiệp đã dao động từ việc muốn trở thành một tiếp viên hàng không đến trở thành một diễn viên hoặc một vận động viên Taekwondo.
Ban đầu cô theo học một trường dành cho người nước ngoài trước khi chuyển đến Trường Tiểu học Seoul Midong theo lời gợi ý của bố cô để tập Taekwondo. Do có hai dòng máu lai, Somi thường xuyên phải đối mặt với nạn bắt nạt và phân biệt đối xử ở trường và muốn "hòa nhập" và trông "Hàn Quốc" hơn bằng cách nhuộm tóc đen, thay đổi màu mắt và phẫu thuật thẩm mỹ mắt và mũi. Vào khoảng thời gian này, Somi đã xem "Don't Stop the Music" của Rihanna, video âm nhạc đầu tiên mà cô từng xem, nó đánh dấu xuất phát điểm mong muốn trở thành ca sĩ của cô. Từ năm thứ tư ở trường tiểu học, Somi đã tham gia thử giọng tại nhiều công ty giải trí khác nhau ở Hàn Quốc, trong đó cả bố và mẹ cô đều ủng hộ. Vào năm 2013, với tư cách là một phần của đội biểu diễn Taekwondo của Trường Tiểu học Seoul Midong, cô đã xuất hiện trong chương trình đặc biệt Let's Go! Dream Team Season 2 dành cho Ngày Thiếu nhi, nơi cô kết đôi với Park Joon-hyung. Cùng năm đó, cô đã hát và xuất hiện trong một video âm nhạc về giáo dục tiếng Anh.

## Sự nghiệp

### 2015: Khởi nghiệp và ra mắt cùng I.O.I

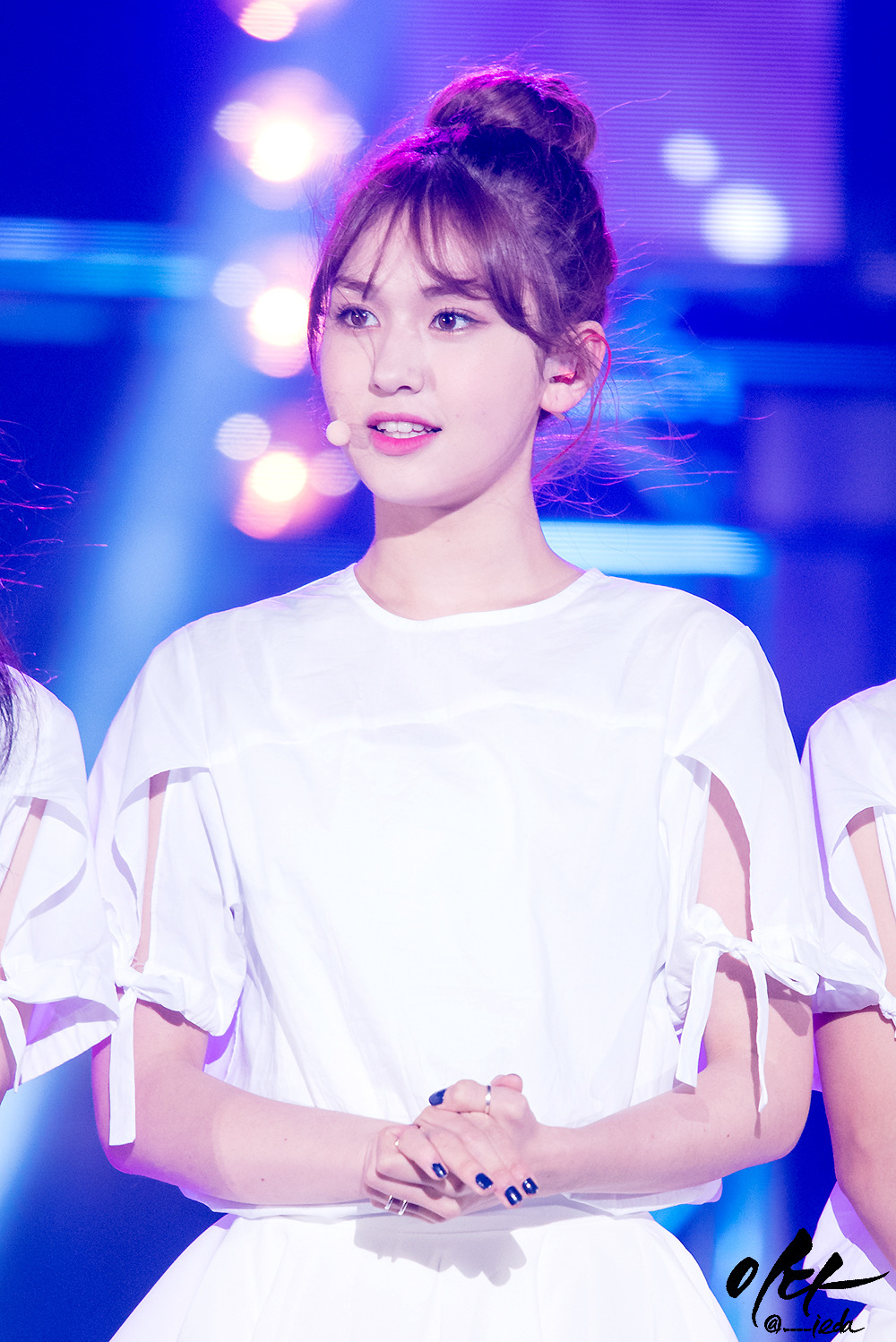
Somi tại một buổi hòa nhạc vào năm 2016.

Vào tháng 8 năm 2014, Somi, mẹ của cô và bà của cô đã xuất hiện trong một thời gian ngắn trên Hello Counselor của KBS2 với khán giả trường quay. Cô cũng được chọn vào một vai khách mời cùng với em gái trong bộ phim Ode to My Father năm 2014 của đạo diễn Yoon Je-kyoon, người quen biết với bố cô. Cùng năm đó, Somi đã thử giọng cho JYP Entertainment với "Lonely" của 2NE1 và được nhận vào công ty như một thực tập sinh. Năm 2015, cô xuất hiện trong video âm nhạc "Stop Stop It" của nhóm nam cùng công ty Got7 với các thực tập sinh nữ khác.
Vào tháng 5 năm 2015, Somi tham gia chương trình sống còn thực tế Sixteen của Mnet, nơi cô đã đọ sức với 15 thực tập sinh khác từ công ty để đảm bảo một vị trí trong nhóm nhạc nữ đầu tiên sau 5 năm (hiện giờ là Twice) sau khi Miss A ra mắt nhưng bị loại ở vòng cuối cùng và tiếp tục làm thực tập sinh. Người sáng lập JYP Entertainment, Park Jin-young cho biết cô có tố chất ngôi sao tốt nhất trong số các thí sinh nhưng thiếu sự chuẩn bị.
Vào tháng 1 năm 2016, với tư cách là người đại diện cho công ty của mình, Somi đã tham gia với tư cách là một thí sinh trong chuỗi cuộc thi Produce 101 và đứng ở vị trí đầu tiên với 858,333 phiếu bầu. Sau khi hoàn thành thời gian đào tạo 2 năm rưỡi, Somi, ở độ tuổi 15, đã chính thức ra mắt vào ngày 4 tháng 5 với nhóm nhạc nữ dự án I.O.I và mini album đầu tay mang tên Chrysalis, dưới YMC Entertainment. Vào ngày 9 tháng 8, Somi tham gia vào một nhóm nhỏ bao gồm 6 thành viên khác của I.O.I. Nhóm nhỏ đã phát hành đĩa đơn "Whatta Man" và ra mắt ở vị trí số 2 trên Gaon Digital Chart. Somi và các thành viên trong nhóm của cô đã nhận được chiến thắng đầu tiên trên chương trình âm nhạc với đĩa đơn trên The Show của SBS MTV. Vào ngày 29 tháng 8, Somi hợp tác cùng các thành viên cùng nhóm Choi Yoo-jung và Chungha, và Ki Hui-hyeon của DIA cho đĩa đơn kỹ thuật số, "Flower, Wind and You". Đĩa đơn lọt vào Gaon Digital Chart ở vị trí số 48. Vào tháng 10, Somi được chọn là người dẫn chương trình mới nhất cho The Show và được kết đôi với Wooshin của UP10TION.

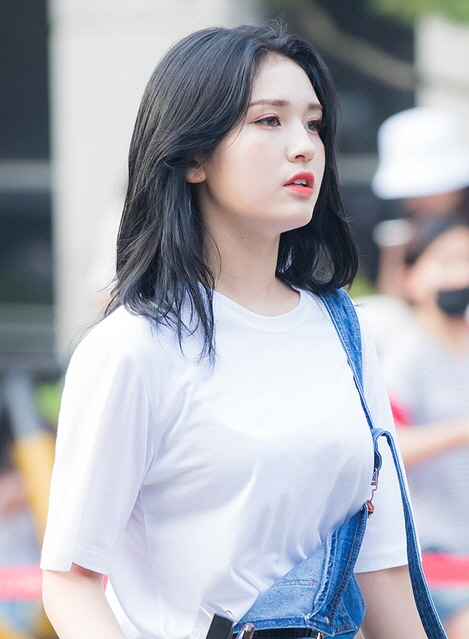
Somi đến Music Bank vào năm 2017.

Vào ngày 9 tháng 1 năm 2017, có thông tin xác nhận rằng Somi đã ký hợp đồng chính thức với JYP Entertainment để bỏ qua các hoạt động solo của cô trên truyền hình. Tuy nhiên, công ty tiết lộ rằng họ vẫn chưa quyết định tương lai của cô sẽ đi theo con đường nào. Các hoạt động của Somi với I.O.I sớm kết thúc sau khi nhóm tan rã vào ngày 29 tháng 1 năm 2017. Ngay sau đó, cô ấy đã tham gia với tư cách là thành viên chính thức trong mùa 2 của Sister's Slam Dunk. Vào ngày 9 tháng 3, Eric Nam và Somi đã phát hành một đĩa đơn kỹ thuật số hợp tác có tên "You, Who?". Đĩa đơn xuất hiện ở vị trí số 16 trên Gaon Digital Chart. Vào ngày 12 tháng 5, Somi gia nhập Unnies, một dự án được tạo ra bởi đội ngũ sản xuất thực hiện Sister's Slam Dunk 2. Nhóm đã phát hành các đĩa đơn "Right?" và "Lalala Song". Sau khi phát hành, các đĩa đơn kỹ thuật số lần lượt đứng ở vị trí số 2 và 48 trên bảng xếp hạng Gaon Digital Chart và lần lượt đứng ở vị trí số 10 và 22 trên Billboard World Digital Song Sales. "Right?" đã tiếp tục đạt được doanh số hơn 950,000 bản kỹ thuật số vào cuối năm.
Sau khi dự án Unnies kết thúc, cô tiếp tục tham gia chương trình liên quan về diễn xuất với kịch bản do chính các thành viên thực hiện "Idol Drama Operation Team". Chương trình bắt đầu quay vào ngày 9 tháng 5. Cô đóng vai một học sinh trung học tên là Boram, cùng với Seulgi (Red Velvet), YooA (Oh My Girl), Moonbyul (MAMAMOO), Kim Sohee (CIVA), Sujeong (Lovelyz) và D.ana (SONAMOO) tham gia nhóm nhạc nữ có tên là "Girls Next Door" và phát hành một đĩa đơn như một phần của soundtrack của chương trình. Bài hát mang tên "Deep Blue Eyes" do Jinyoung (B1A4) là nhà sản xuất chính, được phát hành vào ngày 14 tháng 6.
Tháng 11 năm 2017, Somi tham gia trong đĩa đơn có tựa đề "Nov to Feb" của Jun.K.

### 2018–nay: Ra mắt solo và thành công

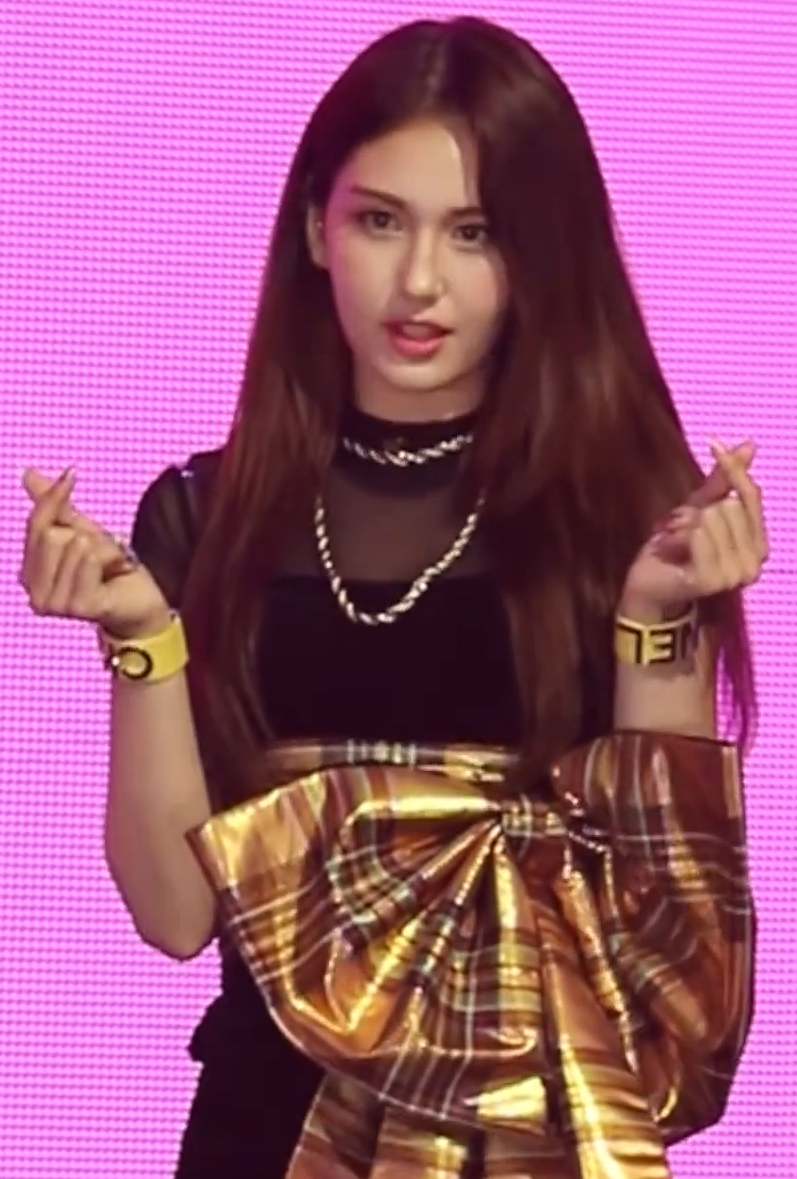
Somi tại buổi ra mắt "Birthday" vào năm 2019.

Vào ngày 20 tháng 8 năm 2018, Somi rời JYP Entertainment sau khi chấm dứt hợp đồng của cô với công ty sau một cuộc thảo luận chính thức và thỏa thuận chung. Tháng sau, cô ký hợp đồng độc quyền với công ty con độc lập của YG Entertainment là The Black Label. Somi tiết lộ cô đã gia nhập công ty này một thời gian ngắn sau cuộc gặp gỡ với CEO Teddy Park, nói rằng độ tin cậy của anh trong khi tưởng tượng ra những kế hoạch tương lai cho cô chính là lý do. Ngoài ra, Somi tin rằng The Black Label sẽ hỗ trợ cô phát triển với cả tư cách là một nghệ sĩ và một người phù hợp với sở thích của cô thay vì các hoạt động quảng bá và phát hành liên tục thường thấy trong ngành.
Vào ngày 25 tháng 2 năm 2019, The Black Label thông báo rằng Somi sẽ ra mắt với tư cách nghệ sĩ solo với đĩa đơn do Teddy Park sản xuất. Vào ngày 20 tháng 5 năm 2019, ngày ra mắt của Somi được tiết lộ sẽ được ấn định vào ngày 13 tháng 6 năm 2019.
Đĩa đơn đầu tay "Birthday" của cô được phát hành vào ngày 13 tháng 6, cùng với video âm nhạc đi kèm. Somi đã xuất hiện chương trình âm nhạc đầu tiên với tư cách là một nghệ sĩ solo trên chương trình MBC! Music Core vào ngày 15 tháng 6, cô biểu diễn cả "Birthday" và "Outta My Head".

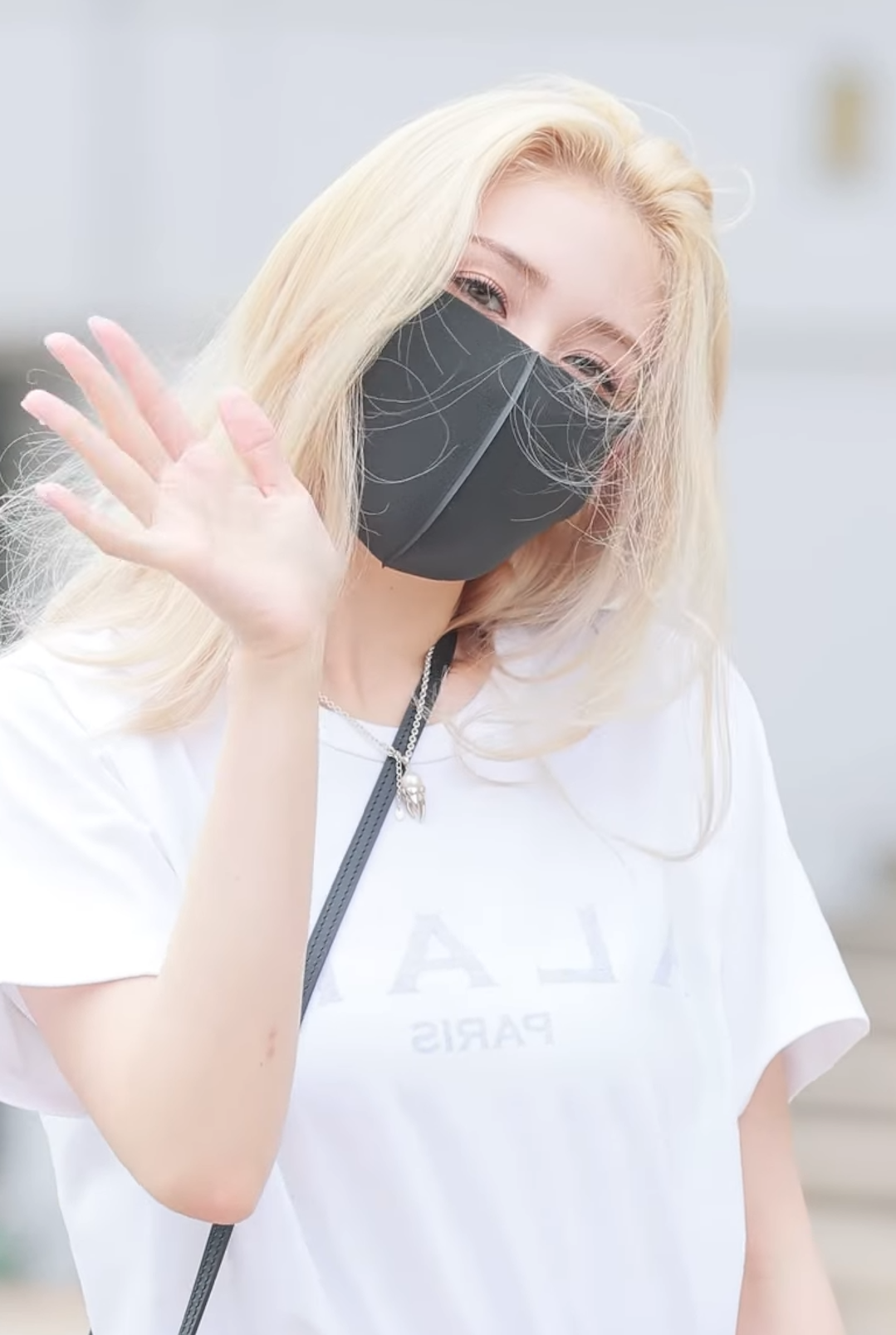
Somi vào tháng 8 năm 2021.

Vào ngày 28 tháng 3 năm 2020, loạt chương trình thực tế I Am Somi được phát sóng trên kênh YouTube của The Black Label bao gồm những vlog nói về cuộc sống thường ngày của cô. Trong tập sáu phát hành vào ngày 2 tháng 5, Somi tiết lộ rằng loạt chương trình sẽ bị cắt ngắn do ảnh hưởng của đại dịch COVID-19. Vào ngày 14 tháng 7, Somi xác nhận rằng cô sẽ trở lại vào ngày 22 tháng 7 với bài hát mới có tựa đề "What You Waiting For". Vào ngày 20 tháng 7, cùng với việc phát hành "What You Waiting For", Somi chính thức ký hợp đồng với Interscope Records (công ty con của Universal Music Group) cho các hoạt động quảng bá bên ngoài châu Á.
Vào ngày 4 tháng 5 năm 2021, Somi và các thành viên I.O.I đã kỷ niệm 5 năm debut bằng một chương trình live stream tái hợp mang tên Yes, I love it!.
Vào ngày 23 tháng 7 năm 2021, The Black Label đã xác nhận Somi sẽ trở lại vào ngày 2 tháng 8 với một single mới mang tựa đề "Dumb Dumb" (single mở đường cho album mới vào tháng 10). Video âm nhạc của ca khúc đã đạt được 10 triệu lượt xem trong vòng 24 giờ đầu trên YouTube và 20 triệu lượt xem trong hai ngày, cả hai đều là kỷ lục cá nhân. Bài hát đạt vị trí thứ 8 tại Bảng xếp hạng nhạc số Gaon, đánh dấu đây là đĩa đơn đầu tiên trong top 10 của cô với tư cách là một nghệ sĩ solo.
Vào ngày 14 tháng 10 năm 2021, The Black Label xác nhận rằng Somi sẽ phát hành album phòng thu đầu tiên XOXO vào cuối tháng 10.
Đến ngày 29 tháng 10, Somi ra mắt album XOXO và MV cho bài hát chủ đề XOXO.

## Hoạt động khác
Vào đầu tháng 7 năm 2017, Somi đã kí hợp đồng quảng cáo cá nhân đầu tiên của cô với tư cách là người mẫu đại diện cho thương hiệu nước giải khát của Coca-Cola, Fanta. Một đại diện của công ty nói rằng cô đã được lựa chọn vì phong cách tươi sáng của cô ấy phù hợp với Fanta.
Vào tháng 2 năm 2019, nhãn hiệu giày NUOVO của ABC Mart tiết lộ Somi đã được chọn làm người mẫu mới cho sản phẩm của họ.
Vào tháng 3 năm 2019, Somi và Ong Seong-wu được chọn làm người mẫu quảng cáo cho thương hiệu thể thao Beanpole Sports. Vào ngày 20 tháng 5 năm 2019, cô được tiết lộ là đại sứ thương hiệu cho nhãn hiệu mỹ phẩm Shiseido Hàn Quốc.
Ngoài ra, Somi còn là gương mặt đại diện cho một trang giới thiệu việc làm thêm tại Hàn Quốc và là người mẫu cho trò chơi giải trí Animal Crossing.
Tháng 6 năm 2020, Barrel – một hãng đồ thể thao nổi tiếng Hàn Quốc công bố Somi và Henry trở thành người mẫu của họ.
Ngày 19 tháng 3 năm 2021, The Black Label công bố Somi trở thành đại diện cho dòng Samsung Galaxy A.
Vào ngày 19 tháng 5 năm 2021, sau một thời gian dài tiếp xúc với hãng, Jeon Somi được công bố sẽ trở thành đại sứ toàn cầu cho chiến dịch quảng bá toàn cầu của Louis Vuitton Eyewear.

## Danh sách đĩa nhạc

### Album phòng thu
| Tên album | Thông tin album | Danh sách bài hát |
| --------- | --- | --- |
| XOXO      | - Phát hành: 29 tháng 10 năm 2021 - Hãng đĩa: The Black Label, YG Plus, Interscope - Định dạng: CD, tải về kĩ thuật số | Danh sách bài hát 1. DUMB DUMB 2. XOXO 3. Don't Let Me Go (feat. Giriboy) 4. Anymore 5. Watermelon 6. Birthday 7. What You Waiting For 8. 어질어질 (Outta My Head) |

### Album đĩa đơn
| Tên album | Thông tin album | Danh sách bài hát                                         | Thứ hạng cao nhất | Thứ hạng cao nhất | Doanh số   |
| Tên album | Thông tin album | Danh sách bài hát                                         | KOR               | US World          | Doanh số   |
| --------- | --- | --------------------------------------------------------- | ----------------- | ----------------- | ---------- |
| Birthday  | - Phát hành: 13 tháng 6 năm 2019 - Hãng đĩa: The Black Label, YG Plus - Định dạng: CD, digital download, streaming | Danh sách bài hát 1. 어질어질 (Outta My Head) 2. Birthday | 22                | 7                 | - Mỹ: 1000 |

### Đĩa đơn
| Tựa đề                                                               | Năm  | Vị trí xếp hạng cao nhất | Vị trí xếp hạng cao nhất | Vị trí xếp hạng cao nhất | Vị trí xếp hạng cao nhất | Vị trí xếp hạng cao nhất | Vị trí xếp hạng cao nhất | Doanh số                    | Album |
| Tựa đề                                                               | Năm  | KOR                      | KOR                      | MLY                      | NZ Hot                   | SGP                      | US World                 | Doanh số                    | Album |
| Tựa đề                                                               | Năm  | Gaon                     | Hot                      | MLY                      | NZ Hot                   | SGP                      | US World                 | Doanh số                    | Album |
| -------------------------------------------------------------------- | ---- | ------------------------ | ------------------------ | ------------------------ | ------------------------ | ------------------------ | ------------------------ | --------------------------- | ----- |
| "Birthday"                                                           | 2019 | 22                       | 18                       | 20                       | 28                       | 8                        | 5                        | - Trung: 35,000 - Mỹ: 1,000 | XOXO  |
| "What You Waiting For"                                               | 2020 | 53                       | 33                       | 8                        | 38                       | 2                        | 8                        | Không có                    | XOXO  |
| "Dumb Dumb"                                                          | 2021 | 8                        | 9                        | —                        | —                        | 7                        | 5                        | Không có                    | XOXO  |
| "XOXO"                                                               | 2021 | Sẽ được công bố          | Sẽ được công bố          | Sẽ được công bố          | Sẽ được công bố          | Sẽ được công bố          | Sẽ được công bố          | Không có                    | XOXO  |
| "—" đĩa đơn không chính thức hoặc không được phát hành ở khu vực đó. |      |                          |                          |                          |                          |                          |                          |                             |       |

### Hợp tác
| Tiêu đề                                                                                       | Năm  | Xếp hạng | Doanh số       | Album                         |
| Tiêu đề                                                                                       | Năm  | KOR      | Doanh số       | Album                         |
| --------------------------------------------------------------------------------------------- | ---- | -------- | -------------- | ----------------------------- |
| "Flower, Wind and You" (꽃, 바람 그리고 너) (với Ki Hui-hyeon, Choi Yoo-jung và Kim Chung-ha) | 2016 | 42       | - KOR: 38,862  | Đĩa đơn không nằm trong album |
| "You, Who?" (유후) (với Eric Nam)                                                             | 2017 | 16       | - KOR: 191,765 | Đĩa đơn không nằm trong album |
| "Nov to Feb" (11월부터 2월까지) (với Jun. K)                                                  | 2017 | —        | —              | My 20's                       |

### Một số bài hát khác
| Tiêu đề                                                              | Năm  | Peaks    | Album    |
| Tiêu đề                                                              | Năm  | US World | Album    |
| -------------------------------------------------------------------- | ---- | -------- | -------- |
| "Outta My Head"                                                      | 2019 | 9        | Birthday |
| "Anymore"                                                            | 2021 |          | XOXO     |
| "Watermelon"                                                         | 2021 |          | XOXO     |
| "Don't Let Me Go (ft. Giriboy)"                                      | 2021 |          | XOXO     |
| "—" đĩa đơn không chính thức hoặc không được phát hành ở khu vực đó. |      |          |          |

## Phim và chương trình truyền hình

### Phim
| Năm  | Tiêu đề          | Vai trò                                   |
| ---- | ---------------- | ----------------------------------------- |
| 2014 | Ode to My Father | Con gái lớn của Yoon Mak-Soon (khách mời) |

### Chương trình truyền hình
| Năm       | Tựa đề                               | Nền tảng | Vai trò                                        |
| --------- | ------------------------------------ | -------- | ---------------------------------------------- |
| 2015      | Sixteen                              | Mnet     | Thí sinh                                       |
| 2016      | Produce 101                          | Mnet     | Thí sinh                                       |
| 2016      | Battle Trip                          | KBS2     | Người trải nghiệm Tập 12 (với Chu Khiết Quỳnh) |
| 2016-2017 | The Show                             | SBS MTV  | MC chính thức cùng Kim Woo-seok                |
| 2017      | Sister's Slam Dunk mùa 2             | KBS2     | Thành viên chính thức                          |
| 2017      | Idol Drama Operation Team            | KBS Joy  | Thành viên chính thức                          |
| 2017      | I Can See Your Voice                 | Mnet     | Giám khảo (Mùa 4 Tập 4 - 5)                    |
| 2019      | Not the Same Person You Used to Know | Mnet     | Nhân vật chính (Mùa 2 Tập 1)                   |
| 2019      | Law of the Jungle in Chuuk           | SBS      | Thành viên chính thức (Tập 393 - 397)          |
| 2020      | Lose If You're Envious               | MBC      | Thành viên chính thức                          |
| 2020      | I Am Somi                            | YouTube  | Bản thân                                       |
| 2020      | Inkigayo                             | SBS      | MC đặc biệt (Tập 1073)                         |
| 2021      | I Am Somi 2                          | Youtube  | Bản thân                                       |
| 2022      | TMI Show                             | Mnet     | Khách mời (Tập 5)                              |
| 2022      | MAMA AWARDS 2022                     | Mnet     | MC chính (ngày 1)                              |

## Video âm nhạc

### Video âm nhạc
| Năm  | Tiêu đề            | Ghi chú                                  |
| ---- | ------------------ | ---------------------------------------- |
| 2016 | "Yum-Yum"          | quảng cáo CJ CheilJedang's Alaska Salmon |
| 2017 | "You, Who?" (유후) | cộng tác với Eric Nam                    |
| 2017 | "Right?" (맞지?)   | với Unnies                               |
| 2017 | "Deep Blue Eyes"   | với Girl Next Door                       |

### Xuất hiện trong video âm nhạc
| Năm  | Tiêu đề        | Nghệ sĩ     | Ghi chú                  |
| ---- | -------------- | ----------- | ------------------------ |
| 2014 | "Stop Stop It" | Got7        |                          |
| 2015 | "Pick Me"      | Produce 101 | với các thành viên I.O.I |
| 2016 | "White Night"  | UP10TION    |                          |

## Giải thưởng và đề cử
| Năm  | Giải thưởng              | Hạng mục                           | Kết quả   |
| ---- | ------------------------ | ---------------------------------- | --------- |
| 2017 | Korea First Brand Awards | CF Model                           | Đoạt giải |
| 2019 | Mubeat Awards            | Best Solo Female                   | Đoạt giải |
| 2020 | Music Rank Extra Awards  | Nghệ sĩ châu Á được yêu thích nhất | Đoạt giải |
| 2021 | First Brand Award        | Best Female Solo Singer            | Đoạt giải |
| 2021 | Asian Pop Music Awards   | Best Female Artist                 | Đoạt giải |
| 2021 | Asian Pop Music Awards   | Top 20 Song Of The Year            | Đoạt giải |
| 2021 | Asian Pop Music Awards   | Top 20 Album Of The Year           | Đoạt giải |
| 2022 | Golden Disc Awards       | Best Performance                   | Đoạt giải |
| 2022 | Korea First Brand Awards | Best Female Solotist               | Đoạt giải |

## Chương trình âm nhạc

### M Countdown
| Năm  | Ngày       | Bài hát                | Điểm |
| ---- | ---------- | ---------------------- | ---- |
| 2020 | 6 tháng 8  | "What You Waiting For" | 6776 |
| 2021 | 12 tháng 8 | "DUMB DUMB"            | 7125 |